# Tumulus de Coucuré
Le tumulus de Coucuré, appelé aussi tumulus A d'Agès-nord, est un tumulus situé sur la commune de Monségur dans le département des Landes. Il appartient à un ensemble de cinq tumuli dominant la vallée du Louts. 

## Historique
Cette nécropole est connue depuis 1884, année où trois membres (Eugène Dufourcet, Émile Taillebois et L. Testut) de la Société Borda en entreprirent une fouille hâtive. Par la suite, sa localisation précise fut oubliée et redécouverte qu'en 1980. Entre 1983 et 1985, des fouilles archéologiques de sauvetage y furent menées face au risque de destruction résultant d'une mise en culture du site.

## Architecture
Dans leur compte-rendu sommaire, les membres de la Société de Borda font état d'un tertre de 42 m de diamètre et 2,50 m de hauteur qui renfermait « une allée couverte qui serait la première exhumée dans ce pays ». Ils mentionnent aussi des pierres plantées verticalement, un dallage formé de pierres plates et de cailloux.
Lors du début des fouilles de 1982 dirigées par Dominique Roux, les travaux agricoles ont déjà entamé le tumulus qui ne fait plus que 40 m de diamètre. Il est entièrement constitué de limons sableux qui recouvre une construction mégalithique placée sensiblement au centre. Celle-ci est constituée de 6 orthostates en grès ferrugineux de hauteur décroissante d'ouest en est avec un maximum de 1,70 m de hauteur. La trace d'une septième dalle, désormais disparue, qui aurait été utilisée comme élément de calage est observée au nord-ouest de la structure. Elles entourent (2 au nord et 4 au sud) une dalle horizontale en grès de Coudures reposant horizontalement au sol, tel un dallage. Cette dalle, longue de 2,10 m pour une largeur maximale de 0,80 m et une épaisseur de 0,40 m, comporte des traces de bouchardage et « par sa forme pourrait être un fragment de menhir utilisé en réemploi ». Aucune autre dalle, qui aurait pu constituer un élément de couverture, n'a été retrouvée. 
Des traces de dallage entre grès et alios sont visibles au nord et à l'ouest de la construction.
Devant l'incertitude quant à la longueur totale de l'édifice, il est donc difficile de savoir s'il s'agit d'un dolmen simple ou d'une allée couverte.

## Mobilier funéraire
Le mobilier funéraire retrouvé à différents niveaux du tumulus était constitué : 
- de fragments de gobelets décorés de bandes hachurées au peigne de style campaniforme
- un brassard d'archer constitué d'un galet allongé qui a été poli et perforé aux deux extrémités
- un fragment de fusaïole décoré au peigne
- de perles en variscite
- d'une armature de flèche
- de douze éclats de silex

Cet ensemble homogène d'objets, datant tous de la même période, correspond à une réutilisation au Chalcolithique d'une construction mégalithique antérieure.